# Recta real estesa
Una recta real estesa, en matemàtica, s'obté a partir dels nombres reals {\displaystyle {\mathbb {R} }} amb l'afegit de dos elements: {\displaystyle +\infty } i {\displaystyle -\infty } (infinit positiu i infinit negatiu, respectivament). Es denota per {\displaystyle {\overline {\mathbb {R} }}} o bé {\displaystyle [-\infty ,+\infty ]} i és utilitzada per descriure diversos comportaments al límit a càlcul infinitesimal i anàlisi matemàtica, especialment en la teoria de la mesura i integració. Quan el significat es dedueix del context, el símbol {\displaystyle +\infty } s'escriu simplement {\displaystyle \infty }. La recta real estesa projectiva afegeix un sol objecte: {\displaystyle \infty } (infinit), i no fa distinció entre infinits «positiu» o «negatiu». Aquests nous elements no són nombres reals.

## Definicions

### Límits
La necessitat de la seva definició, sorgeix en descriure el comportament d'una funció f(x), quan o bé l'argument x o bé el valor de la funció f(x) es torna «molt gran» en algun sentit.
Per exemple, la funció {\displaystyle f(x)=x^{-2}\ }.
La gràfica d'aquesta funció té una asímptota horitzontal en f(x) = 0. Geomètricament, això significa que a mesura que el valor de x creix (cap a la dreta del pla cartesià), més s'aproxima el valor d'1/x² a 0 (l'eix horitzontal). Aquest comportament al límit és similar al del límit d'una funció en un nombre real, excepte que aquí no hi ha nombre real cap al qual x s'aproxima.
Afegint els elements +∞ i -∞ a R, es permet la formulació de "límit a l'infinit" amb propietats topològiques similars a les de R.

### Mesura i integració
En teoria de la mesura, se solen admetre conjunts que tenen mesura infinita i integrals el valor de les quals pot ser infinit.
Aquestes mesures sorgeixen naturalment del càlcul. Per exemple, si se li assigna una mesura a R corresponent a la longitud usual dels intervals, aquesta mesura ha de ser més gran que qualsevol nombre real finit. També, si es consideren integrals no fitades, com
{\displaystyle \int _{1}^{\infty }{\frac {dx}{x}}}
sorgeix el valor "infinit". Finalment, se sol considerar el límit d'una successió de funcions, com
{\displaystyle f_{n}(x)={\begin{cases}2n(1-nx),&{\mbox{si }}0\leq x\leq {\frac {1}{n}}\\0,&{\mbox{si }}{\frac {1}{n}}<x\leq 1\end{cases}}}

## Ordre i propietats topològiques
La recta real estesa es torna un conjunt totalment ordenat definint - ∞ ≤ a ≤+∞ per tot a. Aquest ordre té l'agradable propietat que tot subconjunt té un suprem i un ínfim: forma un reticle complet.
Això indueix un ordre topològic sobre R. En aquesta topologia, un conjunt O és un entorn de +∞ si i només si conté un conjunt {x: x > a} per algun nombre real a, i anàlogament pels entorns de -∞. R és un espai de Hausdorff compacte homeomorf a l'interval unitat [0, 1]. Després aquesta topologia és metritzable, correspon (per a un homeomorfisme donat) a la mètrica usual en aquest interval. No hi ha una mètrica que sigui una extensió de la mètrica usual sobre R.
Amb aquesta topologia, es poden definir especialment els límits per x tendint a +∞ i -∞, i els conceptes especialment definits de límits igual a +∞ i -∞, es redueixen a la definició topològica general de límits.

## Propietats aritmètiques
Les propietats aritmètiques de R es poden estendre parcialment a R de la següent manera:
{\displaystyle {\begin{aligned}a+\infty =+\infty +a&=+\infty ,&a&\neq -\infty \\a-\infty =-\infty +a&=-\infty ,&a&\neq +\infty \\a\cdot (\pm \infty )=\pm \infty \cdot a&=\pm \infty ,&a&\in (0,+\infty ]\\a\cdot (\pm \infty )=\pm \infty \cdot a&=\mp \infty ,&a&\in [-\infty ,0)\\{\frac {a}{\pm \infty }}&=0,&a&\in \mathbb {R} \\{\frac {\pm \infty }{a}}&=\pm \infty ,&a&\in \mathbb {R} ^{+}\\{\frac {\pm \infty }{a}}&=\mp \infty ,&a&\in \mathbb {R} ^{-}\end{aligned}}}
Aquí, "a + ∞" significa tant "a + (+∞)" com "a - (- ∞)", i "a - ∞" significa tant "a - (+∞)" com "a + (-∞)".
Les expressions ∞ - ∞, 0 × (± ∞) i ± ∞/± ∞ (anomenades formes indeterminades) normalment són indefinides a l'esquerra. Són regles modelades per les lleis dels límits infinits. Tanmateix, en el context de la probabilitat o teoria de la mesura, 0 × (± ∞) sovint es defineix com a 0.
L'expressió 1/0 no es defineix ni com a +∞ ni com a -∞, perquè encara que és cert que quan f(x) → 0 per a una funció contínua f(x) ha passar que 1/f(x) està eventualment continguda en tot entorn del conjunt {-∞, +∞},  no és cert  que 1/f(x) han de tendir a un d'aquests punts. Un exemple és f(x) = 1/(sin(1/x)), el seu valor absolut és 1/|f(x)|, però, no s'aproxima a +∞.

## Propietats algebraiques
Amb les definicions donades a dalt, R no és un cos ni un anell, però té les següents propietats:
- a +( b + c ) i ( a + b )+ c  són o bé iguals o bé indefinits.
- a + b  i  b + a  són o bé iguals o bé indefinits.
- a  × ( b  ×  c ) i ( a  ×  b ) ×  c  són o bé iguals o bé indefinits.
- a  ×  b  i  b  ×  a  són o bé iguals o bé indefinits.
- a  × ( b + c ) i ( a  ×  b )+( a  ×  c ) són o bé iguals o bé indefinits.
- Si  a  ≤  b  i tant  a + c  com  b + c  estan definits, llavors  a + c  ≤  b + c .
- Si  a  ≤  b  i  c > 0 i tant  a  ×  c  com  b  ×  c  estan definits, llavors  a  ×  c  ≤  b  ×  c .

En general, totes les lleis de l'aritmètica seran vàlides en R sempre que les expressions que intervenen estiguin definides.